# 跋陀
跋陀又名佛陀、僧伽佛陀，东天竺（今印度）人，跋陀六岁丧父，自小与母亲以纺织为生，后皈依佛门，20多年未能修成正果，后得高人指点，称其与震旦（今中国）有缘。于是，跋陀开始周游列国，经西域诸国，抵北魏国都平城，受孝文帝接见，跋陀为孝文帝讲授《十地》佛经，深为孝文帝所敬信，遂礼为上宾，为他开设禅林，凿石为龛（即云岗石窟）。北魏国都迁至洛阳后，孝文帝又在洛阳为跋陀建造佛院。因跋陀喜欢幽静之地，孝文帝又在嵩山的少室山下为他建造少林寺，让其传法。
弟子慧光為地論宗南道派之祖。另有弟子道房，道房又傳僧稠。